# Прикарпаття (футбольний клуб, 2016)
Футбольний клуб «Прикарпаття-Благо» — український футбольний клуб з Івано-Франківська, заснований у 2016 році. Виступає у першій лізі чемпіонату України.

## Історія

### Назви:
- МФК «Тепловик»: літо 2016 — 10 листопада 2016
- МФК «Тепловик-Прикарпаття»: 10 листопада 2016 — 21 червня 2017
- МФК «Прикарпаття»: 21 червня 2017 — дотепер

### Історія клубу
У 2016 році на основі футбольного клубу «Тепловик-ДЮСШ-3», заснованого в 1998 році профспілковою організацією ДМП «Івано-Франківськтеплокомуненерго», був створений клуб «Тепловик-Прикарпаття».
Навесні 2016 року у чемпіонаті України серед аматорів виступав клуб «Тепловик-Прикарпаття», сформований з гравців «Тепловика-ДЮСШ-3». Влітку був зареєстрований міський футбольний клуб «Тепловик» як окремий клуб з новим керівництвом та новою символікою. Назва МФК «Тепловик» розглядалася як тимчасова.
Із сезону 2016/17 виступав у Другій лізі чемпіонату України.
10 листопада 2016 року клуб змінив назву на «Тепловик-Прикарпаття» та логотип. У грудні ПФЛ офіційно затвердили зміну назви.
21 червня 2017 «Прикарпаття-Тепловик» офіційно змінили назву на «Прикарпаття», проте не стали спадкоємцями «Спартака», оскільки юридично ця структура знаходиться в банкрутстві. Короткочасний період коли НФК «Спартак» носив назву «Прикарпаття» 1981—2003 не розглядається як право на спадковість МФК «Прикарпаття».
У 2018 році МФК «Прикарпаття» було звинувачено в організації договірних матчів.
В серпні 2023 клуб потрапив у черговий скандал щодо фіктивної служби частини гравців у ТЦК.
Відродження відбулося в 2016 році на базі аматорського ФК «Тепловик», що був організований профспілкою ДП Івано-Франківськтеплокомуненерго. Ініціаторами такого рішення стало все керівництво регіону: мер міста, а також голови міської ради та райдержадміністрації.

## Перші успіхи
Відразу після початку виступів ФК "Прикарпаття" досить голосно заявив про себе. В перший же сезон 16/17 років, перейшовши з другої ліги в другу «А», а наступного сезону 17/18 років увійшов до першої ліги та дійшов до 1/8 фіналу кубку України. До речі на даний час це найбільше досягнення команди на всеукраїнських змаганнях.
Як повідомляє спортивний ресурс Мета Спорт у сезоні 18/19 років команда під керівництвом Володимира Ковалюка здобула 10 місце з 15ти. Загалом, це непоганий результат, як для клубу, що щойно закріпилася у першій лізі. На той час тренерський склад на чолі з Ковалюком та президент клубу Василь Ольшанецький вимальовували досить привабливі перспективи, щодо подальшого розвитку команди. В багаточисленних інтерв’ю місцевим засобам масової інформації, та спеціалізованим інтернет-виданням, на сезон 19/20 років були складені плани на 6-5 місце у загальній турнірній таблиці. Але не так сталось, як гадалось. Команда закінчила сезон досить невдало, на 12 місці.

## Склад команди
Станом на 13 березня 2025  року відповідно до офіційної заявки на сайті ПФЛ
| №  | Поз. | Нац.    | Гравець                       |
| -- | ---- | ------- | ----------------------------- |
| 26 | ВР   | Україна | Андрій Бобинець               |
| 31 | ВР   | Україна | Владислав Кучерук             |
| 71 | ВР   | Україна | Святослав Барасюк             |
| 3  | ЗХ   | Україна | Василь Француз (віце-капітан) |
| 30 | ЗХ   | Україна | Сергій Швець                  |
| 44 | ЗХ   | Україна | Валерій Болденков             |
| 47 | ЗХ   | Україна | Юрій Романюк                  |
| 4  | ПЗ   | Україна | Дмитро Титов                  |
| 5  | ПЗ   | Україна | Олександр Цибульник           |
| 6  | ПЗ   | Україна | Володимир Рудюк               |
| 8  | ПЗ   | Україна | Владислав Бучакчийський       |
| 10 | ПЗ   | Україна | Максим Соловйов               |

| №  | Поз. | Нац.    | Гравець                 |
| -- | ---- | ------- | ----------------------- |
| 17 | ПЗ   | Україна | Максим Стаднік          |
| 19 | ПЗ   | Україна | Ілля Хруник             |
| 21 | ПЗ   | Україна | Павло Михальчук         |
| 23 | ПЗ   | Україна | Станіслав Демків        |
| 34 | ПЗ   | Україна | Василь Геник            |
| 69 | ПЗ   | Україна | Сергій Романов          |
| 77 | ПЗ   | Україна | Юрій Радульський        |
| 99 | ПЗ   | Україна | Євген Беспалько         |
| 9  | НП   | Україна | Андрій Хома             |
| 11 | НП   | Україна | Мирослав Трофимюк       |
| 14 | НП   | Україна | Василь Цюцюра (капітан) |
| 90 | НП   | Україна | Роман Барчук            |

## Досягнення
Друга ліга чемпіонату України:
- Бронзовий призер: 2017/18.

## Тренери
Ковалюк Володимир: 2016 — 02.09.2020
 Мостовий Руслан: 04.09.2020 — 01.05.2021
 Рипан Олег: 01.05.2021 — н.ч.

## Президенти
Ольшанецький Василь 2016 — н.ч.

## Статистика виступів
| Сезон   | Ліга      | М       | І  | В  | Н  | П  | ГЗ | ГП | О  | Кубок України  | Примітка   |
| ------- | --------- | ------- | -- | -- | -- | -- | -- | -- | -- | -------------- | ---------- |
| 2016/17 | Друга     | 10 з 17 | 32 | 14 | 4  | 14 | 51 | 35 | 46 | не брав участі |            |
| 2017/18 | Друга «А» | 2 з 10  | 27 | 20 | 2  | 5  | 58 | 28 | 62 | 1/8 фіналу     | Підвищення |
| 2018/19 | Перша     | 10 з 15 | 28 | 10 | 4  | 14 | 41 | 39 | 34 | 1/32 фіналу    |            |
| 2019/20 | Перша     | 12 з 16 | 30 | 9  | 3  | 18 | 44 | 51 | 30 | 1/32 фіналу    |            |
| 2020/21 | Перша     | 14 з 16 | 30 | 8  | 6  | 16 | 25 | 45 | 30 | 1/16 фіналу    |            |
| 2021/22 | Перша     | 7 з 16  | 20 | 8  | 4  | 8  | 27 | 26 | 28 | 1/16 фіналу    |            |
| 2022/23 | Перша     | 9 з 16  | 14 | 6  | 6  | 2  | 21 | 11 | 24 | не проводився  |            |
| 2023/24 | Перша     | 5 з 20  | 28 | 10 | 10 | 8  | 35 | 30 | 40 | 1/32 фіналу    |            |
| 2024/25 | Перша     | 10 з 18 | 24 | 8  | 8  | 8  | 32 | 28 | 32 | 1/32 фіналу    |            |
Найбільші перемоги:
- у Першій лізі України — 7:1 «Зірка» (9.09.2018, Івано-Франківськ);
- у Другій лізі України — 7:0 «Металург» Запоріжжя (14.04.2017, Івано-Франківськ);
- у Кубку України — 6:2 «Фенікс (Підмонастир)» (18.08.2021, Підмонастир).

Найбільші поразки:
- у Першій лізі України — 0:4 «Нива» Тернопіль (29.10.2022, Тернопіль); 1:5 «Миколаїв» (24.06.2020, Миколаїв);
- у Другій лізі України — 0:4 «Реал Фарма» (20.11.2016, Івано-Франківськ);
- у Кубку України — 1:5 «Миколаїв» (27.08.2019, Миколаїв).

Ювілейні голи команди в офіційних матчах чемпіонатів України
Станом на 18.04.25
| Гол | Футболіст            | Суперник                        | Дата       | Рахунок матчу | Турнір                |
| --- | -------------------- | ------------------------------- | ---------- | ------------- | --------------------- |
| 1   | Володимир Боришкевич | «Арсенал-Київщина»              | 24.07.2016 | 0:6           | Друга ліга 2016/17    |
| 10  | Орест Януш           | «Суднобудівник»                 | 26.08.2016 | 2:2           | Друга ліга 2016/17    |
| 50  | Ігор Худоб'як        | «Інгулець-2»                    | 02.06.2017 | 0:2           | Друга ліга 2016/17    |
| 100 | Ігор Худоб'як        | «Львів»                         | 21.04.2018 | 1:3           | Друга ліга 2017/18    |
| 150 | Ярослав Конкольняк   | «Дніпро-1»                      | 11.05.19   | 4:0           | Перша ліга 2018/19    |
| 200 | Василь Француз       | «Гірник-Спорт» (Горішні Плавні) | 13.08.20   | 2:4           | Перша ліга 2020/21    |
| 250 | Кузьмин Роман        | «Чорноморець»                   | 23.09.21   | 1:4           | Кубок України 2021/22 |
| 300 | Василь Француз       | «Нива» Б                        | 03.09.23   | 1:1           | Перша ліга 2023/24    |
| 350 | Василь Цюцюра        | «Діназ»                         | 18.04.25   | 4:2           | Перша ліга 2024/25    |

## Бомбардири за всю історію команди
| № | Ім'я          | Голів |
| - | ------------- | ----- |
| 1 | Ігор Худоб'як | 49    |
| 2 | Роман Барчук  | 38    |
| 3 | Василь Цюцюра | 36    |
| 4 | Андрій Хома   | 28    |
| 5 | Роман Дитко   | 21    |